# Iker Leonet

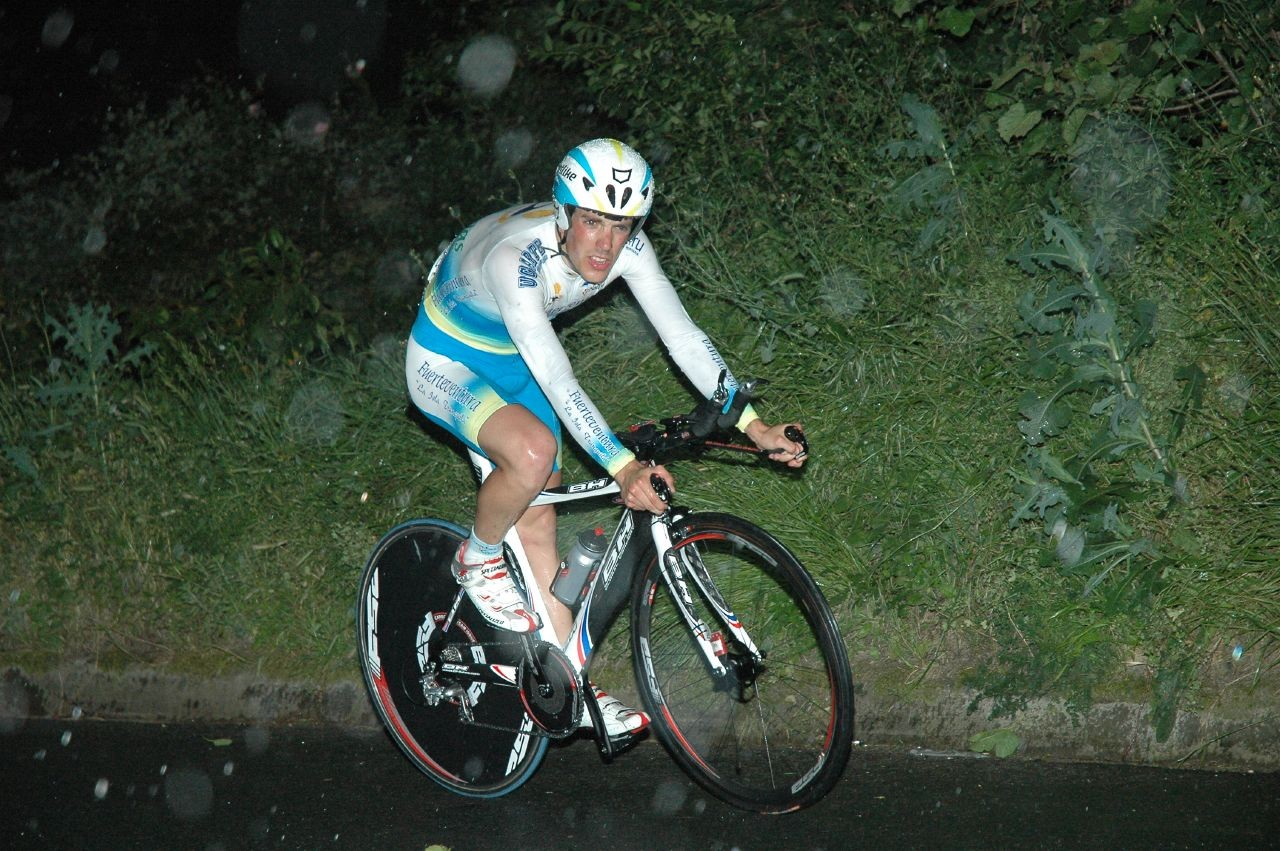
Iker Leonet 2007

Iker Leonet Iza (* 10. Dezember 1983 in Oiartzun) ist ein spanischer Radrennfahrer.
Iker Leonet Iza entschied 2004 eine Etappe bei der Kantabrien-Rundfahrt in der autonomen Gemeinschaft Spaniens für sich und wurde Zweiter der Gesamtwertung. 2005 unterschrieb er dann eine Profivertrag bei dem spanischen ProTeam Illes Balears-Caisse d’Epargne. In seinen ersten beiden Profijahren konnte er noch keinen Sieg erringen. Für die Saison 2007 unterschrieb Leonet Iza einen Vertrag bei dem Professional Continental Team Fuerteventura-Canarias, anschließend trat er vom aktiven Radsport zurück.

## Teams
- 2005 Illes Balears-Caisse d’Epargne
- 2006 Caisse d’Epargne-Illes Balears
- 2007 Fuerteventura-Canarias